# Cảng Nam
Cảng Nam (chữ Hán giản thể: 港南区, Gǎngnán Qū, bính âm: Cảng Nam khu) là một quận thuộc địa cấp thị Quý Cảng, khu tự trị dân tộc Choang Quảng Tây, Cộng hòa Nhân dân Trung Hoa. Quận Cảng Nam có diện tích 1.225 km², dân số năm 2002 là 580.000 người. Về mặt hành chính, quận Cảng Nam được chia thành 1 nhai đạo: Giang Nam và 8 trấn: Bát Đường, Kiều Vu, Trạm Giang, Đông Tân, Tân Đường, Ngõa Đường, Mộc Cách, Mộc Tử.